# مربيان

موقع اقليم مربيان

مُربِيَان أو (نقحرة: موربيهان) (بالفرنسية:Morbihan) هو إقليم فرنسي، يقع في منطقة بريتاني، وتقع في شمال غرب فرنسا. سمي باسم مربيان نسبة لبحيرة مربيان (بحيرة صغيرة في بريتون).

## تاريخ الإقليم
إقليم مربيان هو واحد من الأقاليم الـ 83 التي تتشكل منها فرنسا، أنشئت خلال الثورة الفرنسية يوم 4 مارس 1790، أنشئت من جزء من منطقة دوقية بريتاني.

## جغرافية الإقليم
إقليم مربيان هو جزء من المنطقة الحالية من بريتاني وتحيط به الأقاليم التالية: فينستر (بالفرنسية:Finistère)، كوتس دي أرمور (بالفرنسية:Côtes-d'Armor)، ايل فيلان (بالفرنسية:Ille-et-Vilaine)، ولوار اتلانتيك (بالفرنسية:Loire-Atlantique)، والمحيط الأطلسي في جنوب غرب البلاد.
يملك إقليم مربيان خليج مربيان والذي يملك العديد من الجزر: إذ يبلغ عددها 365 وفقا للاساطير، ولكن في الواقع فهي ما بين 30 و 40 جزيرة، وهناك أيضا العديد من الجزر الصغيرة التي يمكن البناء عليه.

## ثقافة المدينة
تعتبر لغة بريتون مسألة هامة في الإقليم، مع العديد من العاوى في المحاكم إلى السماح بالتعليم بلغتين.

## فن الإقليم
الرسام ريمون وينتز (1884-1956) الذي صور مواقع مختلف في أنحاء خليج مربيان.

## معرض صور

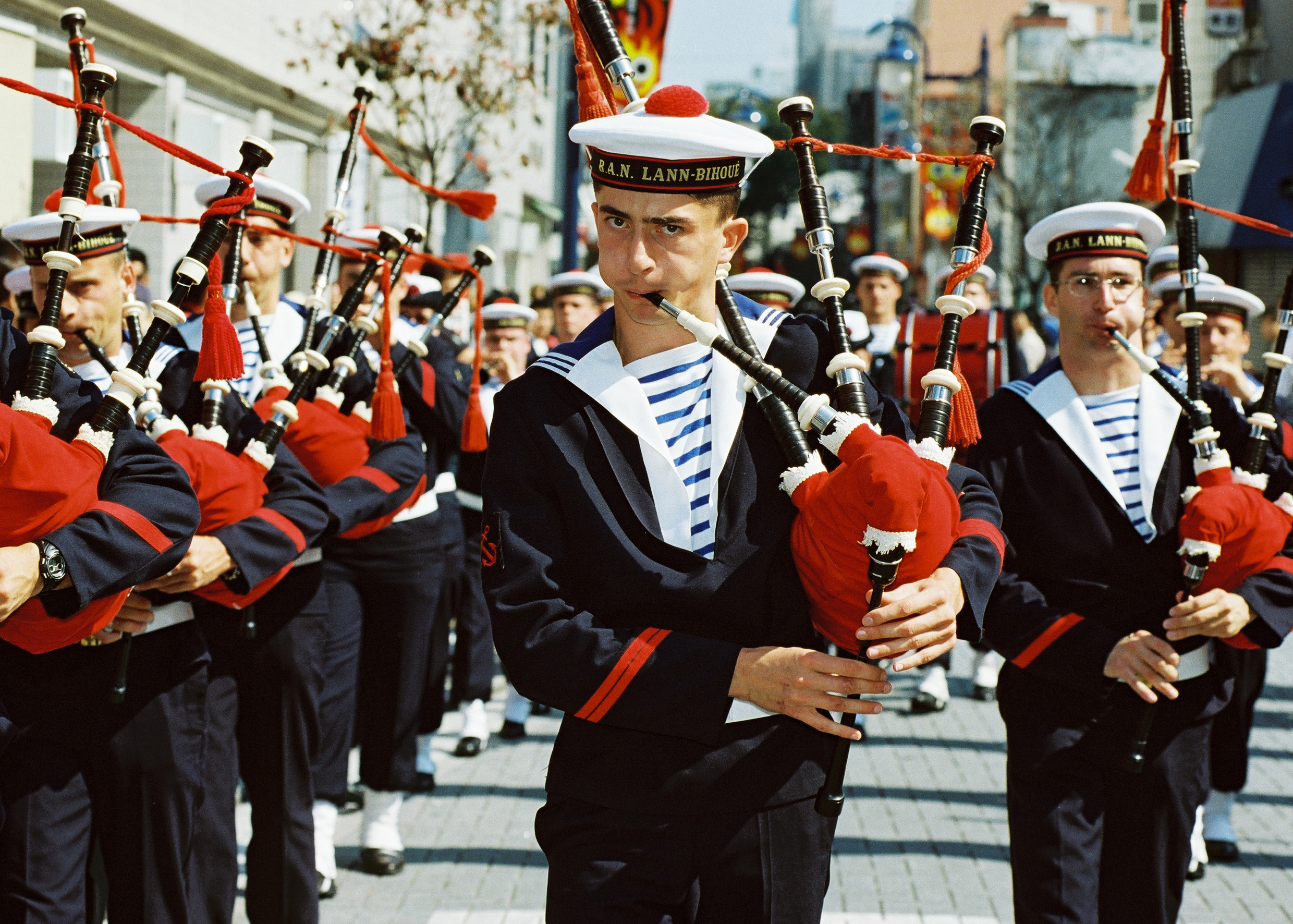
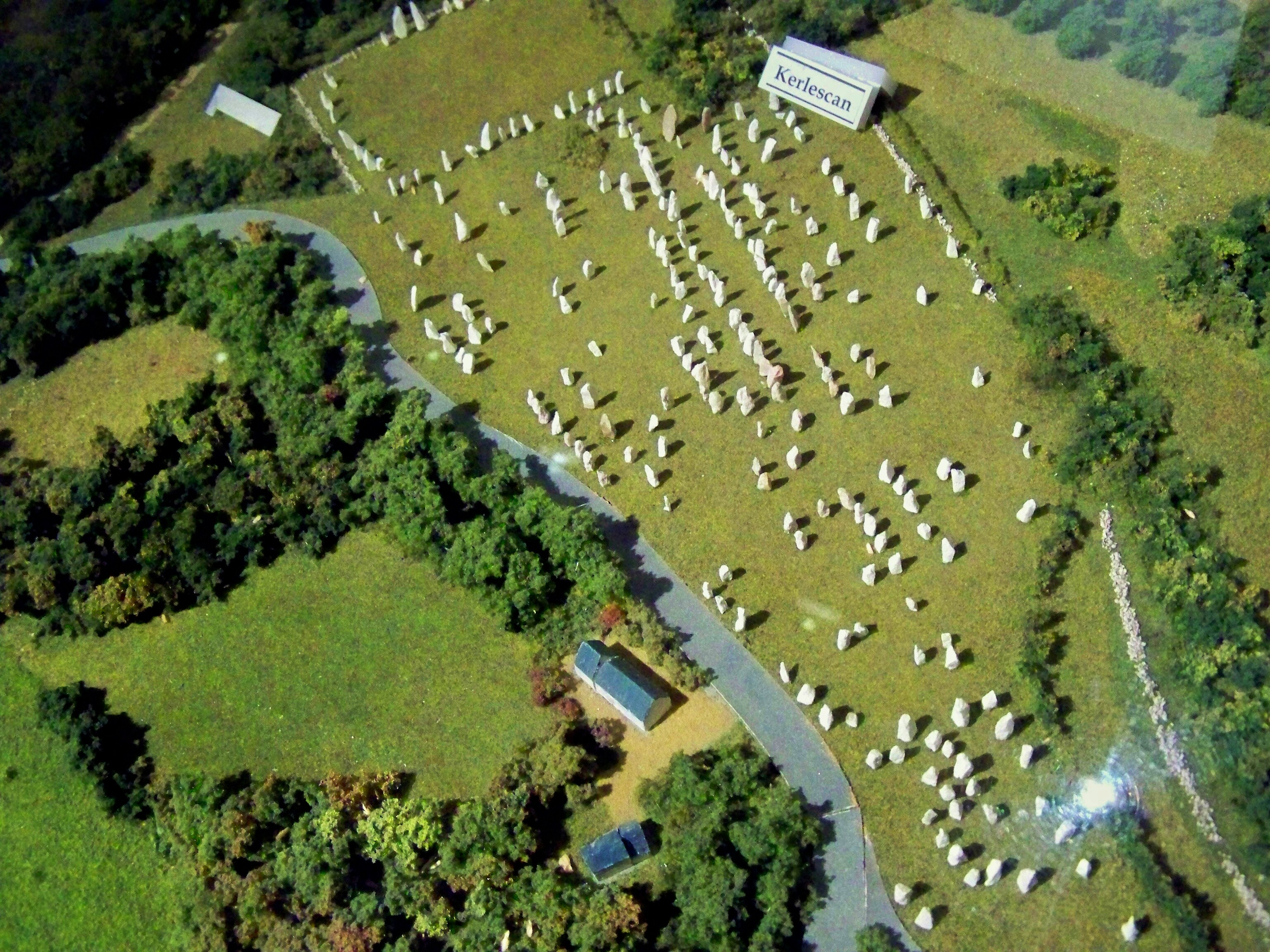
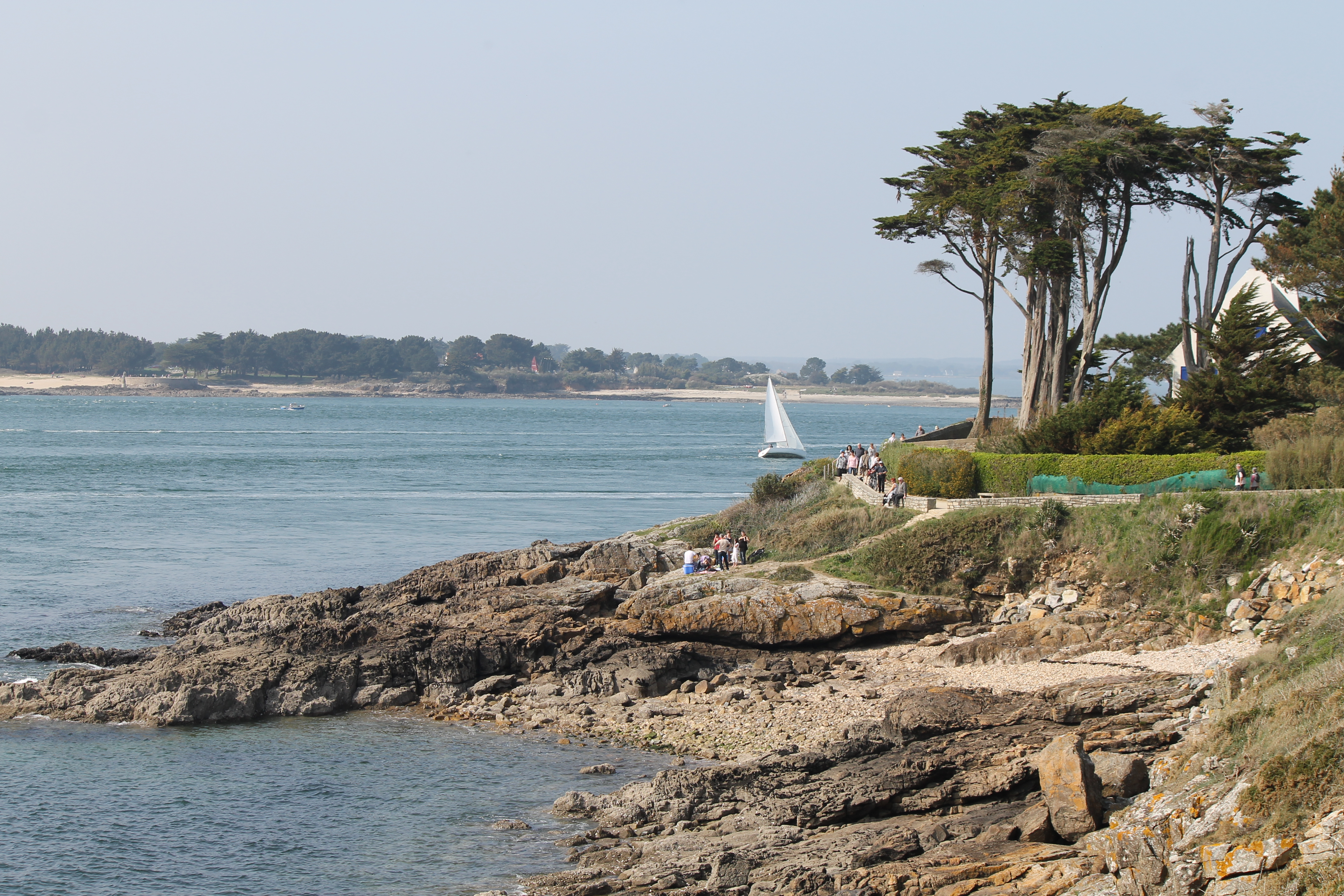
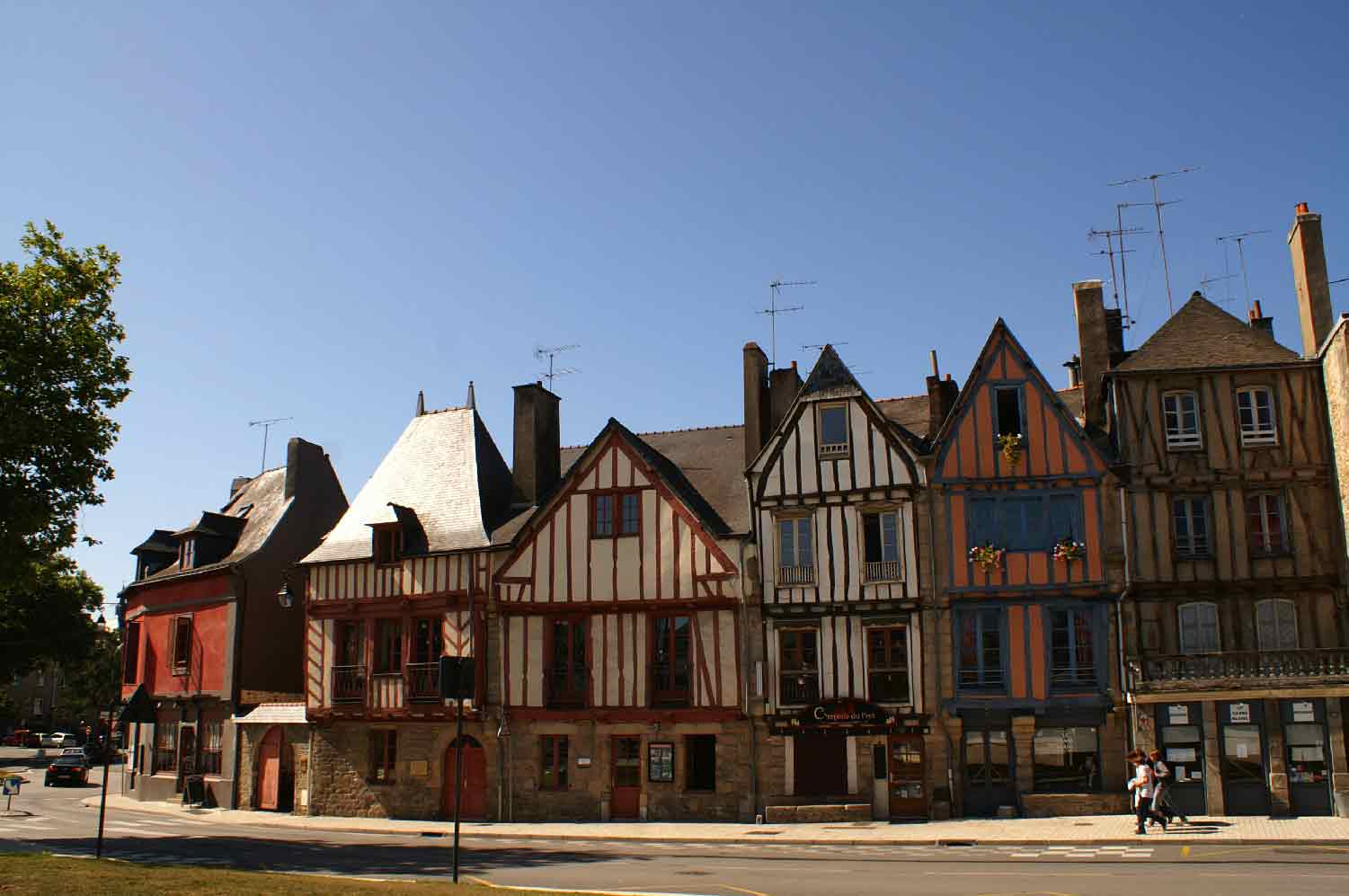
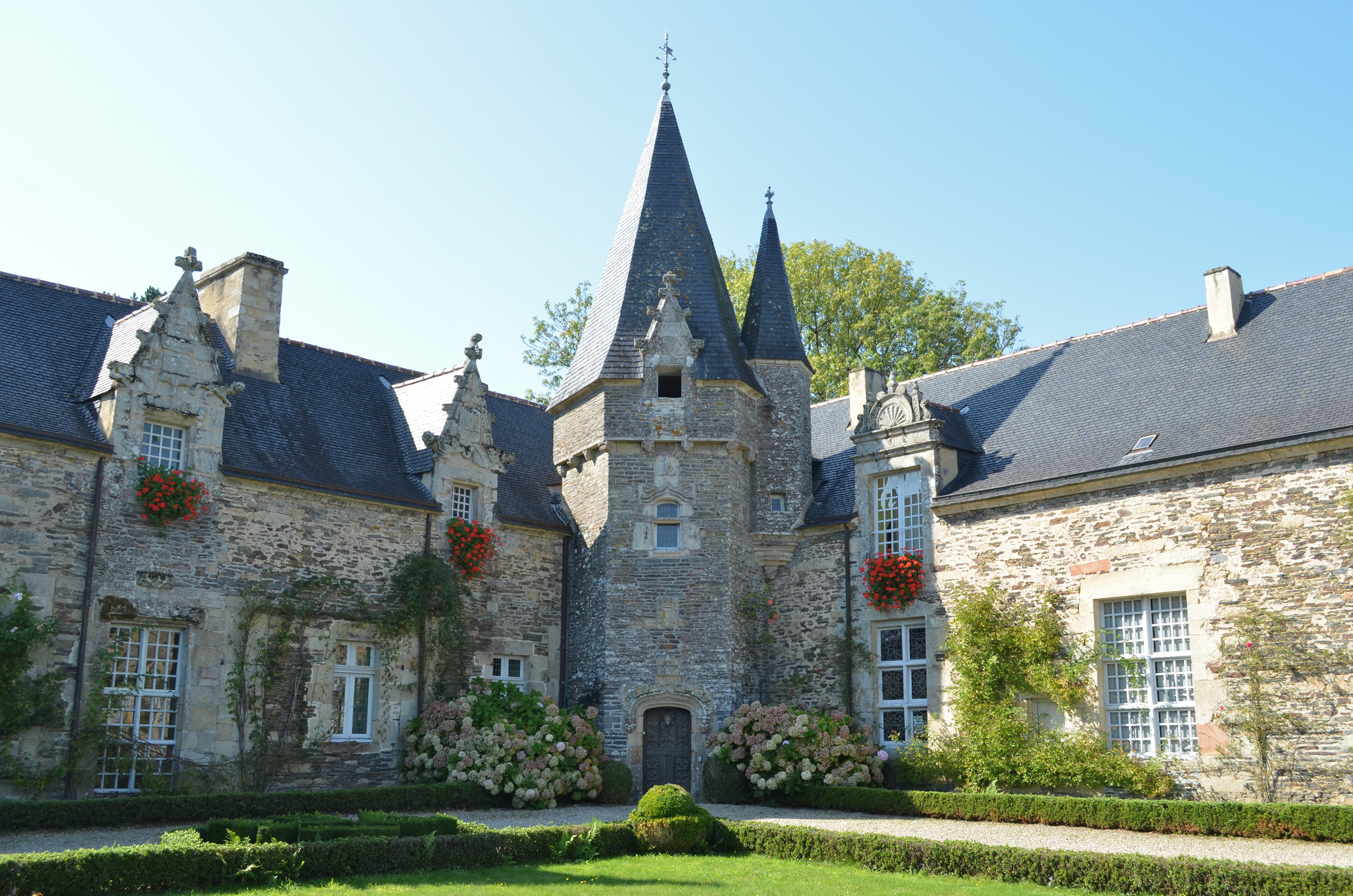

## أعلام
- فيليب دي بروكا